# Disco (Republic-album)
A Disco a Republic stúdióalbuma 1994-ből. Legnagyobb slágere a 67-es út, az együttes legismertebb lírai dala.

## Dalok
Valamennyi dal Cipő szerzeménye, kivéve, ahol a szerzőséget feltüntettük.
1. Jöhet a bumm, bumm, bumm!!!
2. Nem, nem, nem, nem
3. Ha itt lennél velem
4. Akarom, hogy mondd
5. Játsszatok gyerekek, játsszatok
6. Fáj a szívem érted
7. Utánam srácok!!!
8. Kapd el gyorsan
9. Vigyetek el engem is
10. Fekete, vörös, kék (Patai Tamás–Bódi László)
11. A 67-es út
12. Végtelen történet (instrumentális) (Tóth Zoltán)

## Közreműködtek
- Tóth Zoltán - Gibson T1 gitár, vokál
- Patai Tamás - Fender Stratocaster, Gibson Les Paul Custom gitárok, vokál
- Nagy László Attila - Sonor dobok, trambulin, ütőhangszerek, vokál
- Boros Csaba - Rickenbacker 4001 basszusgitár, vokál
- Cipő „Cipő” - ének
- Habarits „Éljen” Béla, Szilágyi „Bigyó” László – vokál
- Rákász Béla – szövegmondás
- Ulmann Ottó – szintetizátor

## Videóklipek
- Ha itt lennél velem
- A 67-es út

## Toplistás szereplése
Az album összesen 70 héten keresztül szerepelt a Mahasz Top 40-es eladási listáján, legjobb helyezése 3. volt.
A Ha itt lennél velem egy alkalommal 5. helyen szerepelt a Top 10-es single listán.